# آماندا پیترسون
 آماندا پیترسون (انگلیسی: Amanda Peterson؛ زادهٔ ۸ ژوئیهٔ ۱۹۷۱ - درگذشته ۳ ژوئیهٔ ۲۰۱۵) یک هنرپیشه اهل ایالات متحده آمریکا بود.
از فیلم‌های معروف او می‌توان به بازی در فیلم نمی‌توانید عشق مرا بخرید اشاره کرد.